# بیمارستان طباطبایی باغملک
بیمارستان طباطبایی  واقع در استان خوزستان، شهرستان باغملک بیمارستانی است درمانی و وابسته به دانشگاه علوم پزشکی جندی شاپور اهواز با ۸۰ تخت ثابت که در سال ۱۳۷۶ خورشیدی تأسیس گردید. و دارای بخش‌های اورژانس، داخلی، اتاق عمل، اطفال، جراحی عمومی، CCU، جراحی زنان و زایمان، تالاسمی، دیالیز، پست پارتوم و کلیه واحدهای پاراکلینیک و درمانگاهی می‌باشد.